# The Monster Ball Tour
The Monster Ball Tour – druga światowa trasa amerykańskiej piosenkarki pop Lady Gagi promująca jej drugi krążek The Fame Monster. Trasa oficjalnie została ogłoszona 15 października 2009 po jej trasie z raperem Kanye Westem, która nagle została odwołana. Gaga opisała trasę jako „pierwsza electro pop opera”. Tournée rozpoczęło się cztery dni po wydaniu albumu promowanego. Kid Cudi i Jason Derulo zostali potwierdzeni jako support w Ameryce Północnej, a zespół Alphabeat w Wielkiej Brytanii. Virgin Mobile USA i Virgin Mobile Kanada są sponsorami trasy w Ameryce. Haus of Gaga z Lady na czele zaprojektował oficjalny poster i etapy koncertów. Trasa The Monster Ball Tour zarobiła łączną sumę 227 milionów dolarów. Jest to najbardziej dochodowa trasa koncertowa debiutanta w historii muzyki. Gwiazda w jej ramach odwiedziła 4 kontynenty i zagrała 201 koncertów, w tym jeden w Trójmieście.
Pokaz podzielony jest na pięć części, w której ostatni to bis. Każdy etap przedstawia Lady w nowym stroju, wcześniej następuje krótkie wideo w czasie którego piosenkarka zmienia kostium. Artystka rozpoczęła show w labiryncie pełnym świateł. Następnie kontynuowana go grą na fortepianie akustycznym, zmianą fryzury na Kleopatrę i Roszpunkę. Krytycy chwalili trasę, chwaląc głos, poczucie stylu i mody Gagi. Byli pod wrażeniem teatralności show i porównywali ją do takiej wokalistki jak Madonna.

## Tło
Początkowo artysta Kanye West i Lady Gaga planowali wspólnie zorganizować trasę koncertową pt: „Fame Kills: Starring Lady Gaga i Kanye West”, która została potwierdzona we wrześniu 2009 r. na zachodzie. W 2009 MTV Video Music Awards West złożył publiczne oświadczenie, że przyjmuje przerwę w przemyśle muzycznym po ataku na niego przez media po wybuchu na Taylor Swift za wygraną w VMA w kategorii „Najlepszy Teledysk Roku”. Trasa Fame Kills powinna rozpocząć się 10 listopada 2009 roku w Phoenix w Arizonie. Wkrótce potem została oficjalnie odwołana bez żadnych wyjaśnień. Gaga w jednym z wywiadów stwierdziła, że: Kanye zamierza zrobić sobie przerwę, ale dobrą wiadomością jest to, że ona nie.
W miejsce zlikwidowanej trasy Fame Kills, Gaga oficjalnie zapowiedziała własną o nazwie Monster Ball Tour 15 października 2009 roku. Tournée pierwotnie planowano rozpocząć w Londynie na początku 2010 roku, ale rozpoczęto 27 listopada 2009 w Montrealu. Raper Kid Cudi i piosenkarz Jason Derülo zostali potwierdzeni jako support. Kid Cudi będzie wspierał piosenkarkę od początku trasy, Derulo dołączy 28 grudnia 2009 roku. Oficjalny poster trasy przedstawia wokalistkę w okularach Versace 676 z kolekcji „Orbit”, które założyła po raz pierwszy 3 października 2009 w programie Saturday Night Live. Produkt został zaprojektowany przez Nasira Mazhara we współpracy z firmą Gagi Haus of Gaga. Sponsorem amerykańskich koncertów jest Virgin Mobile USA, który wprowadził „Free IP”. Program ten oferuje fanom, którzy poświęcają swój czas bezdomnym darmowe bilety.

## Rozwój
W wywiadzie dla Rolling Stone, Gaga wyjaśniła, że chciała połączyć drogie stroje i piękny show, które byłoby dostępne dla jej fanów. Wspomniała też, że trasa to „opera pop-electro”, ponieważ sztuki teatralne i elementy przeplatają się i są odtwarzane jak w operze. Według niej projekt jest innowacyjny i jest na wysokim poziomie pod względem kreatywności. Lady chciała zmienić kształt sceny zaprojektowany przez jednego z projektantów Haus of Gaga. Piosenkarka wyjaśniła, że scena to coś w rodzaju trójkąta, diamentu, który pasuje do każdego miejsca koncertu. Niezależnie od tego gdzie piosenkarka da koncert fani odczują to samo.
Tematem tournée jest ewolucja. Zgodnie z piosenkami z The Fame Monster trasę reprezentują demony, z którymi artystka miała do czynienia. Piosenki mówią o grzechu pierworodnym i demonach wewnątrz człowieka. Wokalistka powiedziała: „Tak, rozmawialiśmy o wzroście gospodarczym, a to doprowadziło nas do tego rodzaju przestrzeni naukowej i zaczęliśmy rozmawiać o rozwoju i ewolucji ludzkości i jak rozpocznie się jedna rzecz, my rozpoczniemy to wzajemnie.” Temat potworów i ewolucji ma odgrywać połączenie z modą w trasie, która Gaga określiła jako „inny poziom, który był na The Fame Ball Tour [...] To będzie prawdziwie artystycznego doświadczenia jakie kiedykolwiek było.” Lady stwierdziła, że niektóre rzeczy były inspirowane trasą Fame Kills, powiedziała, że „nie zamierza używać tego co stworzyliśmy razem [Gaga z Westem]”. Podkreślając dalej temat ewolucji, powiedziała, że zaczyna występ w komórce, a przez cały show dopiero się rozwija. Trasa jest historią o walce z potworami, użyto w niej piosenek z The Fame i The Fame Monster.

## Support
- Kid Cudi[4] (tylko od 27 listopada do 14 grudnia 2009 roku)
- Jason Derülo[4] (wybrane koncerty w USA)
- Alphabeat[8] (tylko UK i Irlandia)
- Semi Precious Weapons[9]

## Listy utworów

### Ameryka Północna[10]
1. „Dance in the Dark”
2. „Just Dance”
3. „LoveGame”
4. „Alejandro”
5. „Monster”

Lady Gaga rozpoczynając koncert z Dance In The Dark

Gaga podczas LoveGame

Piosenkarka wykonując Paparazzi

Lady Gaga śpiewając Bad Romance podczas The Monster Ball Tour

6. „So Happy I Could Die” (tylko koncerty w Detroit, Bostonie i Nowym Jorku)
7. „Teeth”
8. „Speechless”
9. „Poker Face” (Piano Version)
10. „Make Her Say” (wykonywana z Kid Cudim) (tylko od 27 listopada do 11 grudnia 2009)
11. „Fashion” (tylko od 27 listopada do 11 grudnia 2009)
12. „The Fame”
13. „Money Honey”
14. „Beautiful, Dirty, Rich”
15. „Boys Boys Boys”
16. „Paper Gangsta” (tylko od 12 do 24 stycznia)
17. „Poker Face”
18. „Paparazzi”
19. „Eh, Eh (Nothing Else I Can Say)”
20. „Bad Romance”

### Europa, Oceania, Azja i Ameryka Północna[11]
1. „Dance in the Dark”
2. „Glitter and Grease”
3. „Just Dance”
4. „Beautiful, Dirty, Rich”
5. „Vanity” (do września 2010 roku)
6. „The Fame”
7. „LoveGame”
8. „Boys Boys Boys”
9. „Money Honey”
10. „Telephone”
11. „Brown Eyes”
12. „Stand By Me” (tylko 15 maja, 18 maja i od 28 maja do 2 czerwca 2010)
13. „Americano” (od maja 2011)
14. „Speechless”
15. „Yoü and I” (od lipca 2010 roku)
16. „So Happy I Could Die”
17. „Monster”
18. „Teeth”
19. „Alejandro”
20. „Poker Face”
21. „Paparazzi”
22. „Bad Romance”
23. „Born This Way” (od lutego 2011 roku)
24. „Judas” (od maja 2011)

## Daty koncertów
| Ameryka Północna     |                 |                   |                                           |
| 27 listopada 2009    | Montreal        | Kanada            | Centre Bell                               |
| 28 listopada 2009    | Toronto         | Kanada            | Air Canada Centre                         |
| 29 listopada 2009    | Ottawa          | Kanada            | Scotiabank Place                          |
| 1 grudnia 2009       | Boston          | Stany Zjednoczone | Citi Performing Arts Center               |
| 2 grudnia 2009       | Boston          | Stany Zjednoczone | Citi Performing Arts Center               |
| 3 grudnia 2009       | Camden          | Stany Zjednoczone | Susquehanna Bank Center                   |
| 9 grudnia 2009       | Vancouver       | Kanada            | Queen Elizabeth Theatre                   |
| 10 grudnia 2009      | Vancouver       | Kanada            | Queen Elizabeth Theatre                   |
| 11 grudnia 2009      | Vancouver       | Kanada            | Queen Elizabeth Theatre                   |
| 13 grudnia 2009      | San Francisco   | Stany Zjednoczone | Bill Graham Civic Auditorium              |
| 14 grudnia 2009      | San Francisco   | Stany Zjednoczone | Bill Graham Civic Auditorium              |
| 17 grudnia 2009      | Las Vegas       | Stany Zjednoczone | Pearl Concert Theater                     |
| 18 grudnia 2009      | Las Vegas       | Stany Zjednoczone | Pearl Concert Theater                     |
| 19 grudnia 2009      | San Diego       | Stany Zjednoczone | San Diego Sports Arena                    |
| 21 grudnia 2009      | Los Angeles     | Stany Zjednoczone | Nokia Theatre L.A. Live                   |
| 22 grudnia 2009      | Los Angeles     | Stany Zjednoczone | Nokia Theatre L.A. Live                   |
| 23 grudnia 2009      | Los Angeles     | Stany Zjednoczone | Nokia Theatre L.A. Live                   |
| 27 grudnia 2009      | Nowy Orlean     | Stany Zjednoczone | UNO Lakefront Arena                       |
| 28 grudnia 2009      | Atlanta         | Stany Zjednoczone | Fox Theatre                               |
| 29 grudnia 2009      | Atlanta         | Stany Zjednoczone | Fox Theatre                               |
| 31 grudnia 2009      | Miami           | Stany Zjednoczone | Knight Center                             |
| 2 stycznia 2010      | Miami           | Stany Zjednoczone | Knight Center                             |
| 3 stycznia 2010      | Orlando         | Stany Zjednoczone | UCF Arena                                 |
| 7 stycznia 2010      | St. Louis       | Stany Zjednoczone | Fox Theatre                               |
| 8 stycznia 2010      | Chicago         | Stany Zjednoczone | Rosemont Theatre                          |
| 9 stycznia 2010      | Chicago         | Stany Zjednoczone | Rosemont Theatre                          |
| 10 stycznia 2010     | Chicago         | Stany Zjednoczone | Rosemont Theatre                          |
| 12 stycznia 2010     | Detroit         | Stany Zjednoczone | Joe Louis Arena                           |
| 13 stycznia 2010     | Detroit         | Stany Zjednoczone | Joe Louis Arena                           |
| 20 stycznia 2010     | Nowy Jork       | Stany Zjednoczone | Radio City Music Hall                     |
| 21 stycznia 2010     | Nowy Jork       | Stany Zjednoczone | Radio City Music Hall                     |
| 23 stycznia 2010     | Nowy Jork       | Stany Zjednoczone | Radio City Music Hall                     |
| 24 stycznia 2010     | Nowy Jork       | Stany Zjednoczone | Radio City Music Hall                     |
| 26 stycznia 2010     | West Lafayette  | Stany Zjednoczone | Elliott Hall of Music                     |
| Europa               |                 |                   |                                           |
| 18 lutego 2010       | Manchester      | Anglia            | Manchester Arena                          |
| 20 lutego 2010       | Dublin          | Irlandia          | The O2                                    |
| 21 lutego 2010       | Dublin          | Irlandia          | The O2                                    |
| 22 lutego 2010       | Belfast         | Irlandia Północna | Odyssey Arena                             |
| 24 lutego 2010       | Liverpool       | Anglia            | Echo Arena                                |
| 26 lutego 2010       | Londyn          | Anglia            | The O2                                    |
| 27 lutego 2010       | Londyn          | Anglia            | The O2                                    |
| 1 marca 2010         | Glasgow         | Szkocja           | Scottish Exhibition and Conference Centre |
| 3 marca 2010         | Cardiff         | Walia             | Cardiff International Arena               |
| 4 marca 2010         | Newcastle       | Anglia            | Metro Radio Arena                         |
| 5 marca 2010         | Birmingham      | Anglia            | LG Arena                                  |
| Oceania              |                 |                   |                                           |
| 13 marca 2010        | Auckland        | Nowa Zelandia     | Vector Arena                              |
| 14 marca 2010        | Auckland        | Nowa Zelandia     | Vector Arena                              |
| 17 marca 2010        | Sydney          | Australia         | Sydney Entertainment Centre               |
| 18 marca 2010        | Sydney          | Australia         | Sydney Entertainment Centre               |
| 20 marca 2010        | Newcastle       | Australia         | Newcastle Entertainment Centre            |
| 23 marca 2010        | Melbourne       | Australia         | Rod Laver Arena                           |
| 24 marca 2010        | Melbourne       | Australia         | Rod Laver Arena                           |
| 26 marca 2010        | Brisbane        | Australia         | Brisbane Entertainment Centre             |
| 27 marca 2010        | Brisbane        | Australia         | Brisbane Entertainment Centre             |
| 29 marca 2010        | Canberra        | Australia         | AIS Arena                                 |
| 1 kwietnia 2010      | Perth           | Australia         | Burswood Dome                             |
| 3 kwietnia 2010      | Adelaide        | Australia         | Adelaide Entertainment Centre             |
| 5 kwietnia 2010      | Wollongong      | Australia         | WIN Entertainment Centre                  |
| 7 kwietnia 2010      | Sydney          | Australia         | Sydney Entertainment Centre               |
| 9 kwietnia 2010      | Melbourne       | Australia         | Rod Laver Arena                           |
| Azja                 |                 |                   |                                           |
| 14 kwietnia 2010     | Kobe            | Japonia           | Kobe World Kinen Hall                     |
| 15 kwietnia 2010     | Kobe            | Japonia           | Kobe World Kinen Hall                     |
| 17 kwietnia 2010     | Jokohama        | Japonia           | Yokohama Arena                            |
| 18 kwietnia 2010     | Jokohama        | Japonia           | Yokohama Arena                            |
| Europa               |                 |                   |                                           |
| 7 maja 2010          | Sztokholm       | Szwecja           | Ericsson Globe                            |
| 8 maja 2010          | Sztokholm       | Szwecja           | Ericsson Globe                            |
| 10 maja 2010         | Hamburg         | Niemcy            | O2 World                                  |
| 11 maja 2010         | Berlin          | Niemcy            | O2 World                                  |
| 15 maja 2010         | Arnhem          | Holandia          | GelreDome                                 |
| 17 maja 2010         | Antwerpia       | Belgia            | Sportpaleis                               |
| 18 maja 2010         | Antwerpia       | Belgia            | Sportpaleis                               |
| 21 maja 2010         | Paryż           | Francja           | Palais Omnisports de Paris-Bercy          |
| 22 maja 2010         | Paryż           | Francja           | Palais Omnisports de Paris-Bercy          |
| 24 maja 2010         | Oberhausen      | Niemcy            | König Pilsener Arena                      |
| 25 maja 2010         | Strasburg       | Francja           | Zénith de Strasbourg                      |
| 27 maja 2010         | Nottingham      | Anglia            | National Ice Centre                       |
| 28 maja 2010         | Birmingham      | Anglia            | LG Arena                                  |
| 30 maja 2010         | Londyn          | Anglia            | The O2 Arena                              |
| 31 maja 2010         | Londyn          | Anglia            | The O2 Arena                              |
| 2 czerwca 2010       | Manchester      | Anglia            | Manchester Arena                          |
| 3 czerwca 2010       | Manchester      | Anglia            | Manchester Arena                          |
| 4 czerwca 2010       | Sheffield       | Anglia            | Sheffield Arena                           |
| Ameryka Północna     |                 |                   |                                           |
| 28 czerwca 2010      | Montreal        | Kanada            | Centre Bell                               |
| 1 lipca 2010         | Boston          | Stany Zjednoczone | TD Garden                                 |
| 2 lipca 2010         | Boston          | Stany Zjednoczone | TD Garden                                 |
| 4 lipca 2010         | Atlantic City   | Stany Zjednoczone | Boardwalk Hall                            |
| 6 lipca 2010         | Nowy Jork       | Stany Zjednoczone | Madison Square Garden                     |
| 7 lipca 2010         | Nowy Jork       | Stany Zjednoczone | Madison Square Garden                     |
| 9 lipca 2010         | Nowy Jork       | Stany Zjednoczone | Madison Square Garden                     |
| 11 lipca 2010        | Toronto         | Kanada            | Air Canada Centre                         |
| 12 lipca 2010        | Toronto         | Kanada            | Air Canada Centre                         |
| 14 lipca 2010        | Cleveland       | Stany Zjednoczone | Quicken Loans Arena                       |
| 15 lipca 2010        | Indianapolis    | Stany Zjednoczone | Conseco Fieldhouse                        |
| 17 lipca 2010        | St. Louis       | Stany Zjednoczone | Scottrade Center                          |
| 20 lipca 2010        | Oklahoma City   | Stany Zjednoczone | Chesapeake Energy Arena                   |
| 22 lipca 2010        | Dallas          | Stany Zjednoczone | American Airlines Center                  |
| 23 lipca 2010        | Dallas          | Stany Zjednoczone | American Airlines Center                  |
| 25 lipca 2010        | Houston         | Stany Zjednoczone | Toyota Center                             |
| 26 lipca 2010        | Houston         | Stany Zjednoczone | Toyota Center                             |
| 28 lipca 2010        | Denver          | Stany Zjednoczone | Pepsi Center                              |
| 31 lipca 2010        | Phoenix         | Stany Zjednoczone | US Airways Center                         |
| 3 sierpnia 2010      | Kansas City     | Stany Zjednoczone | Sprint Center                             |
| 6 sierpnia 2010      | Chicago         | Stany Zjednoczone | Grant Park                                |
| 11 sierpnia 2010     | Los Angeles     | Stany Zjednoczone | Staples Center                            |
| 12 sierpnia 2010     | Los Angeles     | Stany Zjednoczone | Staples Center                            |
| 13 sierpnia 2010     | Las Vegas       | Stany Zjednoczone | MGM Grand Garden Arena                    |
| 16 sierpnia 2010     | San Jose        | Stany Zjednoczone | HP Pavilion                               |
| 17 sierpnia 2010     | San Jose        | Stany Zjednoczone | HP Pavilion                               |
| 19 sierpnia 2010     | Portland        | Stany Zjednoczone | Rose Garden                               |
| 21 sierpnia 2010     | Tacoma          | Stany Zjednoczone | Tacoma Dome                               |
| 23 sierpnia 2010     | Vancouver       | Kanada            | Rogers Arena                              |
| 24 sierpnia 2010     | Vancouver       | Kanada            | Rogers Arena                              |
| 26 sierpnia 2010     | Edmonton        | Kanada            | Rexall Place                              |
| 27 sierpnia 2010     | Edmonton        | Kanada            | Rexall Place                              |
| 30 sierpnia 2010     | Saint Paul      | Stany Zjednoczone | Xcel Energy Center                        |
| 31 sierpnia 2010     | Saint Paul      | Stany Zjednoczone | Xcel Energy Center                        |
| 2 września 2010      | Milwaukee       | Stany Zjednoczone | Bradley Center                            |
| 4 września 2010      | Auburn Hills    | Stany Zjednoczone | The Palace of Auburn Hills                |
| 5 września 2010      | Pittsburgh      | Stany Zjednoczone | Consol Energy Center                      |
| 7 września 2010      | Waszyngton      | Stany Zjednoczone | Verizon Center                            |
| 8 września 2010      | Charlottesville | Stany Zjednoczone | John Paul Jones Arena                     |
| 14 września 2010     | Filadelfia      | Stany Zjednoczone | Wells Fargo Center                        |
| 15 września 2010     | Filadelfia      | Stany Zjednoczone | Wells Fargo Center                        |
| 16 września 2010     | Hartford        | Stany Zjednoczone | XL Center                                 |
| 18 września 2010     | Charlotte       | Stany Zjednoczone | Time Warner Cable Arena                   |
| 19 września 2010     | Raleigh         | Stany Zjednoczone | RBC Center                                |
| Europa               |                 |                   |                                           |
| 13 października 2010 | Helsinki        | Finlandia         | Hartwall Areena                           |
| 14 października 2010 | Helsinki        | Finlandia         | Hartwall Areena                           |
| 16 października 2010 | Oslo            | Norwegia          | Oslo Spektrum                             |
| 17 października 2010 | Oslo            | Norwegia          | Oslo Spektrum                             |
| 20 października 2010 | Herning         | Dania             | Jyske Bank Boxen                          |
| 26 października 2010 | Dublin          | Irlandia          | The O2                                    |
| 27 października 2010 | Dublin          | Irlandia          | The O2                                    |
| 29 października 2010 | Dublin          | Irlandia          | The O2                                    |
| 30 października 2010 | Belfast         | Irlandia Północna | Odyssey Arena                             |
| 1 listopada 2010     | Belfast         | Irlandia Północna | Odyssey Arena                             |
| 2 listopada 2010     | Belfast         | Irlandia Północna | Odyssey Arena                             |
| 5 listopada 2010     | Zagrzeb         | Chorwacja         | Arena Zagreb                              |
| 7 listopada 2010     | Budapeszt       | Węgry             | Budapest Sports Arena                     |
| 9 listopada 2010     | Turyn           | Włochy            | Torino Palasport Olimpico                 |
| 11 listopada 2010    | Wiedeń          | Austria           | Wiener Stadthalle                         |
| 14 listopada 2010    | Zurych          | Szwajcaria        | Hallenstadion                             |
| 15 listopada 2010    | Zurych          | Szwajcaria        | Hallenstadion                             |
| 17 listopada 2010    | Praga           | Czechy            | O2 Arena                                  |
| 19 listopada 2010    | Malmö           | Szwecja           | Malmö Arena                               |
| 22 listopada 2010    | Antwerpia       | Belgia            | Sportpaleis                               |
| 23 listopada 2010    | Antwerpia       | Belgia            | Sportpaleis                               |
| 26 listopada 2010    | Gdańsk          | Polska            | Ergo Arena                                |
| 29 listopada 2010    | Rotterdam       | Holandia          | Ahoy Rotterdam                            |
| 3 listopada 2010     | Rotterdam       | Holandia          | Ahoy Rotterdam                            |
| 2 grudnia 2010       | Lyon            | Francja           | Halle Tony Garnier                        |
| 4 grudnia 2010       | Mediolan        | Włochy            | Mediolanum Forum                          |
| 5 grudnia 2010       | Mediolan        | Włochy            | Mediolanum Forum                          |
| 7 grudnia 2010       | Barcelona       | Hiszpania         | Palau Sant Jordi                          |
| 10 grudnia 2010      | Lizbona         | Portugalia        | Pavilhão Atlântico                        |
| 12 grudnia 2010      | Madryt          | Hiszpania         | Palacio de Deportes                       |
| 16 grudnia 2010      | Londyn          | Anglia            | The O2                                    |
| 17 grudnia 2010      | Londyn          | Anglia            | The O2                                    |
| 20 grudnia 2010      | Paryż           | Francja           | Palais Omnisports de Paris-Bercy          |
| 21 grudnia 2010      | Paryż           | Francja           | Palais Omnisports de Paris-Bercy          |
| Ameryka Północna     |                 |                   |                                           |
| 19 lutego 2011       | Atlantic City   | Stany Zjednoczone | Boardwalk Hall                            |
| 21 lutego 2011       | Nowy Jork       | Stany Zjednoczone | Madison Square Garden                     |
| 22 lutego 2011       | Nowy Jork       | Stany Zjednoczone | Madison Square Garden                     |
| 24 lutego 2011       | Waszyngton      | Stany Zjednoczone | Verizon Center                            |
| 26 lutego 2011       | Pittsburgh      | Stany Zjednoczone | Consol Energy Center                      |
| 28 lutego 2011       | Chicago         | Stany Zjednoczone | United Center                             |
| 1 marca 2011         | Grand Rapids    | Stany Zjednoczone | Van Andel Arena                           |
| 3 marca 2011         | Toronto         | Kanada            | Air Canada Centre                         |
| 4 marca 2011         | Buffalo         | Stany Zjednoczone | HSBC Arena                                |
| 6 marca 2011         | Ottawa          | Kanada            | Scotiabank Place                          |
| 8 marca 2011         | Boston          | Stany Zjednoczone | TD Garden                                 |
| 10 marca 2011        | Columbus        | Stany Zjednoczone | Jerome Schottenstein Center               |
| 12 marca 2011        | Louisville      | Stany Zjednoczone | KFC Yum! Center                           |
| 14 marca 2011        | Dallas          | Stany Zjednoczone | American Airlines Center                  |
| 15 marca 2011        | San Antonio     | Stany Zjednoczone | AT&T Center                               |
| 17 marca 2011        | Omaha           | Stany Zjednoczone | Qwest Center Omaha                        |
| 19 marca 2011        | Salt Lake City  | Stany Zjednoczone | EnergySolutions Arena                     |
| 22 marca 2011        | Oakland         | Stany Zjednoczone | Oracle Arena                              |
| 23 marca 2011        | Sacramento      | Stany Zjednoczone | ARCO Arena                                |
| 25 marca 2011        | Las Vegas       | Stany Zjednoczone | MGM Grand Garden Arena                    |
| 26 marca 2011        | Phoenix         | Stany Zjednoczone | US Airways Center                         |
| 28 marca 2011        | Los Angeles     | Stany Zjednoczone | Staples Center                            |
| 29 marca 2011        | San Diego       | Stany Zjednoczone | Viejas Arena                              |
| 31 marca 2011        | Anaheim         | Stany Zjednoczone | Honda Center                              |
| 4 kwietnia 2011      | Tulsa           | Stany Zjednoczone | BOK Center                                |
| 6 kwietnia 2011      | Austin          | Stany Zjednoczone | Frank Erwin Center                        |
| 8 kwietnia 2011      | Houston         | Stany Zjednoczone | Toyota Center                             |
| 9 kwietnia 2011      | Nowy Orlean     | Stany Zjednoczone | New Orleans Arena                         |
| 12 kwietnia 2011     | Fort Lauderdale | Stany Zjednoczone | BankAtlantic Center                       |
| 13 kwietnia 2011     | Miami           | Stany Zjednoczone | American Airlines Arena                   |
| 15 kwietnia 2011     | Orlando         | Stany Zjednoczone | Amway Center                              |
| 16 kwietnia 2011     | Tampa           | Stany Zjednoczone | St. Pete Times Forum                      |
| 18 kwietnia 2011     | Atlanta         | Stany Zjednoczone | Arena at Gwinnett Center                  |
| 19 kwietnia 2011     | Nashville       | Stany Zjednoczone | Bridgestone Arena                         |
| 22 kwietnia 2011     | Newark          | Stany Zjednoczone | Prudential Center                         |
| 23 kwietnia 2011     | Uniondale       | Stany Zjednoczone | Nassau Veterans Memorial Coliseum         |
| 25 kwietnia 2011     | Montreal        | Kanada            | Centre Bell                               |
| 27 kwietnia 2011     | Cleveland       | Stany Zjednoczone | Quicken Loans Arena                       |
| 3 maja 2011          | Guadalajara     | Meksyk            | Estadio Tres de Marzo                     |
| 5 maja 2011          | Meksyk          | Meksyk            | Foro Sol                                  |
| 6 maja 2011          | Meksyk          | Meksyk            | Foro Sol                                  |

### Sprzedaż
| Obiekt                            | Miasto           | Sprzedane bilety            | Dochód       |
| --------------------------------- | ---------------- | --------------------------- | ------------ |
| Centre Bell                       | Montreal         | 40,285 / 44,466 (90%)       | $10,016,362  |
| Air Canada Centre                 | Toronto          | 28,753 / 28,753 (100%)      | $2,506,582   |
| Scotiabank Place                  | Ottawa           | 21,895 / 21,895 (100%)      | $1,891,532   |
| Wang Theatre                      | Boston           | 7,056 / 7,056 (100%)        | $4,385,924   |
| Susquehanna Bank Center           | Camden           | 7,143 / 7,143 (100%)        | $4,891,295   |
| Queen Elizabeth Theatre           | Vancouver        | 8,220 / 8,220 (100%)        | $479,149     |
| Bill Graham Civic Auditorium      | San Francisco    | 17,000 / 17,000 (100%)      | $9,840,960   |
| Nokia Theatre                     | Los Angeles      | 20,559 / 20,559 (100%)      | $944,680     |
| Fox Theatre                       | Atlanta          | 8,897 / 8,897 (100%)        | $489,849     |
| James L. Knight Center            | Miami            | 9,365 / 9,365 (100%)        | $445,933     |
| UCF Arena                         | Orlando          | 6,753 / 6,785 (99%)         | $283,886     |
| Rosemont Theatre                  | Rosemont         | 12,712 / 13,032 (97%)       | $610,177     |
| Joe Louis Arena                   | Detroit          | 16,084 / 16,648 (97%)       | $750,090     |
| Radio City Music Hall             | New York City    | 23,684 / 23,684 (100%)      | $1,360,515   |
| Edward C. Elliott Hall of Music   | West Lafayette   | 5,765 / 5,765 (100%)        | $198,893     |
| Manchester Arena                  | Manchester       | 40,327 / 40,472 (~100%)     | $3,007,033   |
| The O2                            | Dublin           | 25,194 / 25,194 (100%)      | $1,225,970   |
| Odyssey Arena                     | Belfast          | 10,038 / 10,038 (100%)      | $426,986     |
| The O2 Arena                      | London           | 67,795 / 67,812 (99%)       | $4,618,330   |
| Vector Arena                      | Auckland         | 23,084 / 23,936 (96%)       | $1,056,840   |
| Sydney Entertainment Centre       | Sydney           | 35,460 / 35,460 (100%)      | $2,533,140   |
| Newcastle Entertainment Centre    | Newcastle        | 7,182 / 7,225 (99%)         | $527,770     |
| Rod Laver Arena                   | Melbourne        | 39,299 / 39,299 (100%)      | $2,679,010   |
| AIS Arena                         | Canberra         | 4,990 / 5,058 (99%)         | $328,569     |
| Burswood Dome                     | Perth            | 18,383 / 22,891 (80%)       | $1,746,560   |
| Adelaide Entertainment Centre     | Adelaide         | 9,186 / 9,791 (94%)         | $629,515     |
| WIN Entertainment Centre          | Wollongong       | 5,183 / 5,746 (90%)         | $349,420     |
| Brisbane Entertainment Centre     | Brisbane         | 25,222 / 25,476 (99%)       | $2,065,210   |
| O2 World Hamburg                  | Hamburg          | 7,010 / 10,500 (67%)        | $600,688     |
| Sportpaleis                       | Antwerp          | 63,759 / 63,759 (100%)      | $5,255,380   |
| Palais Omnisports de Paris-Bercy  | Paris            | 31,474 / 31,552 (~100%)     | $2,763,340   |
| Boardwalk Hall                    | Atlantic City    | 26,827 / 26,837 (100%)      | $3,434,715   |
| Madison Square Garden             | New York City    | 74,410 / 74,410 (100%)      | $8,295,034   |
| American Airlines Center          | Dallas           | 39,501 / 41,619 (95%)       | $4,334,491<  |
| Staples Center                    | Los Angeles      | 44,094 / 44,476 (99%)       | $5,091,571   |
| Rose Garden                       | Portland         | 13,149 / 13,149 (100%)      | $1,386,255   |
| Rexall Place                      | Edmonton         | 28,282 / 28,282 (100%)      | $2,794,870   |
| Verizon Center                    | Washington, D.C. | 29,608 / 29,608 (100%)      | $3,235,156   |
| Consol Energy Center              | Pittsburgh       | 14,713 / 14,713 (100%)      | $1,554,415   |
| United Center                     | Chicago          | 15,845 / 15,845 (100%)      | $1,801,457   |
| Van Andel Arena                   | Grand Rapids     | 11,992 / 11,992 (100%)      | $1,227,096   |
| HSBC Arena                        | Buffalo          | 15,512 / 15,512 (100%)      | $1,580,602   |
| TD Garden                         | Boston           | 14,361 / 14,361 (100%)      | $1,525,663   |
| Jerome Schottenstein Center       | Columbus         | 13,229 / 13,229 (100%)      | $1,369,378   |
| KFC Yum! Center                   | Louisville       | 17,270 / 17,270 (100%)      | $1,678,962   |
| AT&T Center                       | San Antonio      | 14,257 / 14,257 (100%)      | $1,462,754   |
| Qwest Center Arena                | Omaha            | 15,313 / 15,313 (100%)      | $1,606,232   |
| EnergySolutions Arena             | Salt Lake City   | 14,385 / 14,385 (100%)      | $1,313,005   |
| Oracle Arena                      | Oakland          | 15,913 / 15,913 (100%)      | $1,563,797   |
| Power Balance Pavilion            | Sacramento       | 14,285 / 14,285 (100%)      | $1,302,951   |
| MGM Grand Garden Arena            | Las Vegas        | 14,119 / 14,119 (100%)      | $1,712,826   |
| US Airways Center                 | Phoenix          | 14,166 / 14,166 (100%)      | $1,386,115   |
| Viejas Arena                      | San Diego        | 9,655 / 9,655 (100%)        | $1,147,055   |
| Honda Center                      | Anaheim          | 13,026 / 13,026 (100%)      | $1,380,353   |
| BOK Center                        | Tulsa            | 13,710 / 13,710 (100%)      | $1,322,897   |
| Frank Erwin Center                | Austin           | 12,904 / 12,904 (100%)      | $1,295,938   |
| Toyota Center                     | Houston          | 13,412 / 13,412 (100%)      | $1,401,330   |
| New Orleans Arena                 | New Orleans      | 13,513 / 13,513 (100%)      | $1,392,998   |
| BankAtlantic Center               | Sunrise          | 13,398 / 13,398 (100%)      | $1,442,679   |
| American Airlines Arena           | Miami            | 14,695 / 14,695 (100%)      | $1,573,090   |
| Amway Center                      | Orlando          | 13,451 / 13,451 (100%)      | $1,460,286   |
| St. Pete Times Forum              | Tampa            | 15,134 / 15,134 (100%)      | $1,506,017   |
| Arena at Gwinnett Center          | Atlanta          | 10,864 / 10,864 (100%)      | $1,173,392   |
| Bridgestone Arena                 | Nashville        | 14,925 / 14,925 (100%)      | $1,485,607   |
| Prudential Center                 | Newark           | 14,809 / 14,809 (100%)      | $1,500,885   |
| Nassau Veterans Memorial Coliseum | Uniondale        | 13,195 / 13,195 (100%)      | $1,393,404   |
| Quicken Loans Arena               | Cleveland        | 14,857 / 14,857 (100%)      | $1,499,897   |
| Estadio Tres de Marzo             | Guadalajara      | 29,047 / 29,047 (100%)      | $2,559,232   |
| Foro Sol                          | Meksyk           | 111,060 / 111,060 (100%)    | $6,699,708   |
| W sumie                           | W sumie          | 1,454,824 / 1,469,682 (99%) | $227.400.000 |

## Personel
- Reżyser – Arthur Fogel
- Dyrektorzy kreatywni – Matthew „Dada” Williams i Willo Perron
- Choreograf – Laurie-Ann Gibson
- Asystent Choreografa – Richard Jackson
- Stylista – Nicola Formichetti
- Asystent Stylisty– Anna Trevelyon
- Stylista Fryzur – Frederic Aspiras
- Makijaż – Tara Savelo and Sarah Nicole Tanno
- Reżyser Video – Nick Knight and Haus of Gaga
- Edytor Video – Ruth Hogben, Kevin Stenning (BURSTvisual)
- Video Programista – Matt Shimamoto
- Firma Lighting – Production Resource Group (PRG)
- Wideo na żywo – Nocturne Video
- Oświetlenia – Willie Williams
- Reżyser Oświetlenia – Ethan Weber
- Zarządzanie – Troy Carter
- Finanse – TMI Productions
- Organizator – Live Nation Global Touring (Worldwide) and AEG Live (UK)
- Sponsor trasy koncertowej – Virgin Mobile (US) and M.A.C Cosmetics (Worldwide)
- Tancerze– Michael Silas, Ian McKenzie, Asiel Hardison, Graham Breitenstein, Montana Efaw, Sloan Taylor-Rabinor,
 Amanda Balen, Molly d’Amour, Mark Kanemura, Jeremy Hudson, Cassidy Noblett i Victor Rojas

Oryginalne show (2009–10)
- Dyrektor Muzyczny – Jeff Bhasker
- Scenografia – Es Devlin
- Zestaw Zbudowany – Tait Towers
- Kostiumy – Haus of Gaga with Franc Fernandez, Gary Card, Maison Martin Margiela, Miguel Villalobos,
 Oscar O Lima i Zaldy Goco
- Keytar – Lady Gaga
- Gitara – Adam Smirnoff
- Perkusja – Charles Haynes
- Keyboards – Pete Kuzma
- Keyboards/Bas – Mitch Cohn

Zmienione show (2010–11)
- Dyrektor Muzyczny – Joe „Flip” Wilson
- Scenografia – Roy Bennett
- Zestaw Zabudowany – Tait Towers
- Ustawienie Rzeźby – Nick Knight and Kevin Stenning
- Kostiumy – Haus of Gaga with Giorgio Armani, Miuccia Prada, Philip Treacy, Charlie le Mindu, Jaiden rVa James,
 Rachel Barrett, Gary Card, Keko Hainswheeler, Atsuko Kudo, Alex Noble, Zaldy Goco, Alun Davies,
 Marko Mitanovski, Alexander McQueen i NOKI
- Emma and Keytar - Lady Gaga
- Gitara – Ricky Tillo and Kareem Devlin
- Perkusja – George „Spanky” McCurdy
- Keyboards – Brockett Parsons
- Bas – Lanar “Kern” Brantley
- Elektryczne Skrzypce – Judy Mickey Kang
- Harfa – Rashida Jolley
- Chórek – Posh, Charity Davis, Ameera Perkins, Lenesha Randolph, Taneka Samone Duggan, Chevonne Ianuzzi i Jasmine Morrow